# Frank Langella

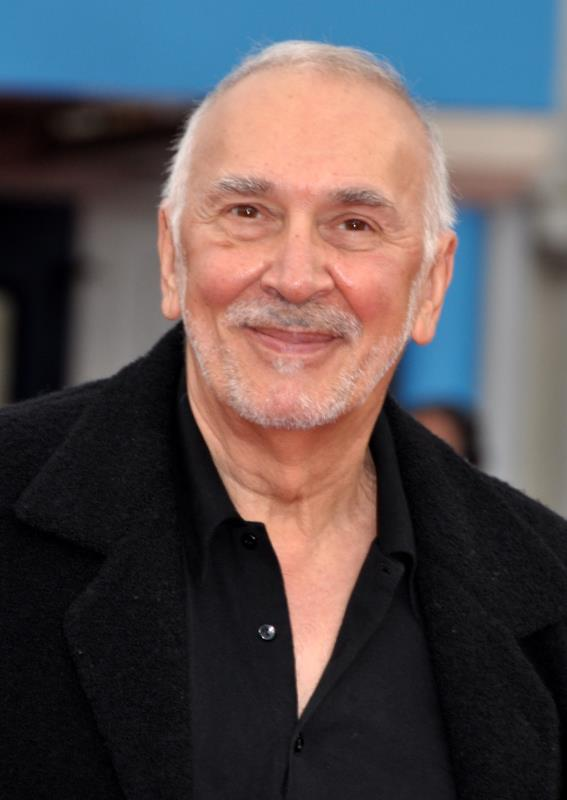
Frank Langella 2012

Frank A. Langella junior [ˌlænˈʤɛlʌ] (* 1. Januar 1938 in Bayonne, New Jersey) ist ein US-amerikanischer Schauspieler.

## Leben
Frank Langella wurde 1938 in New Jersey geboren. Im Laufe seines Studiums an der Syracuse University entwickelte er eine Leidenschaft für einige Klassiker der Literatur – Molière, Racine, Shakespeare – und erhielt außerdem seine erste Auszeichnung als Schauspieler. Mit 23 Jahren feierte er sein New Yorker Bühnendebüt in André Gides Stück L’Immoraliste. Eine Neuinszenierung von Bram Stokers Dracula wurde in den 1970er Jahren zu einem seiner größten Broadway-Erfolge; das Stück machte vor allem wegen Langellas radikaler Neuinterpretation des blutsaugenden Grafen Furore.
Im Kino war Langella erstmals 1970 zu sehen: Sein Debüt in Tagebuch eines Ehebruchs brachte ihm auf Anhieb den Darstellerpreis des renommierten National Board of Review und den Golden Globe Award als Bester Nachwuchsdarsteller ein. Weiterhin spielte er in René Cléments Das Haus unter den Bäumen an der Seite von Faye Dunaway, in John Badhams Dracula, Ridley Scotts 1492 – Die Eroberung des Paradieses, Uli Edels Body of Evidence, in Ivan Reitmans Junior und Dave, Renny Harlins Die Piratenbraut sowie in Roman Polańskis Die neun Pforten. Seine Rolle als Skeletor in der Spielzeugfigurenadaption Masters of the Universe nahm Langella nach eigenen Angaben auf Wunsch seines Sohnes an, der während der Premiere allerdings einschlief.
Für seine Rolle in Edward Albees Bühnenstück Seascape wurde er mit dem Tony Award, dem Drama Desk Award sowie dem Los Angeles Drama Critics Award ausgezeichnet. Die Titelrolle in Dracula brachte ihm eine Tony- und eine Dramalogue-Award-Nominierung ein. Auch für seine Darstellungen in weiteren Theaterstücken erhielt Langella zahlreiche Preise. Seine Leistungen in Tagebuch eines Ehebruchs und Mel Brooks’ Zwölf Stühle wurden mit Golden-Globe-Nominierungen bedacht; sein Auftritt in dem CBS-Film I, Leonardo mit einer Emmy-Nominierung. 2007 erhielt er für seine Rolle als Richard Nixon in dem Theaterstück Frost/Nixon erneut den Tony als bester Hauptdarsteller. 2008 wiederholte Langella den Part in der gleichnamigen Kinoverfilmung Frost/Nixon von Ron Howard, was ihm 2009 eine weitere Nominierung für den Golden Globe Award und seine erste Oscar-Nominierung einbrachte. Für die Darstellung eines Alzheimer-Kranken in Florian Zellers Theaterstück The Father gewann Langella 2016 jeweils den Tony Award und Drama Desk Award als bester Hauptdarsteller.
1978 heiratete er Ruth Weil, die Ehe wurde 1996 geschieden. Das Paar bekam zwei Kinder.

## Filmografie (Auswahl)
- 1970: Tagebuch eines Ehebruchs (Diary of a Mad Housewife)
- 1970: Zwölf Stühle (The Twelve Chairs)
- 1971: Das Haus unter den Bäumen (La maison sous les arbres)
- 1972: Zum Teufel mit Hosianna (The Wrath of God)
- 1974: The Mark of Zorro
- 1975: The Seagull
- 1976: The American Woman: Portraits of Courage
- 1976: Eccentricities of a Nightingale
- 1977: The Prince of Homburg
- 1979: Dracula
- 1980: Deine Lippen, deine Augen (Those Lips, Those Eyes)
- 1981: Der Fluch der Sphinx (Sphinx)
- 1981: Sherlock Holmes: The Strange Case of Alice Faulkner
- 1983: I, Leonardo: A Journey of the Mind
- 1986: Liberty
- 1987: The Men’s Club
- 1987: Masters of the Universe
- 1988: Adams kesse Rippe (And God Created Woman)
- 1990: The Magic Balloon
- 1991: Der große Blonde mit dem schwarzen Fuß (True Identity)
- 1992: 1492 – Die Eroberung des Paradieses (1492: Conquest of Paradise)
- 1993: Body of Evidence
- 1993: Dave
- 1993: Star Trek: Deep Space Nine (Fernsehserie, 3 Folgen)
- 1994: Brainscan
- 1994: Doomsday Gun – Die Waffe des Satans (Doomsday Gun)
- 1994: Junior
- 1995: Bad Company
- 1995: Die Piratenbraut (Cutthroat Island)
- 1995: Die Bibel – Moses (Moses)
- 1996: Eddie
- 1997: Lolita
- 1998: Alegría
- 1998: Small Soldiers
- 1998: I’m Losing You
- 1999: Kilroy
- 1999: Blond und skrupellos (Dark Summer)
- 1999: Die neun Pforten (The Ninth Gate)
- 2000: Jason und der Kampf um das Goldene Vlies (Jason and the Argonauts)
- 2000: Stardom
- 2000: Cry Baby Lane
- 2001: Sweet November
- 2001: The Beast
- 2002: Roter Drache (Red Dragon)
- 2003: Law & Order: Special Victims Unit (Fernsehserie, Folge 4x20)
- 2004: House of D
- 2004: The Novice
- 2004: Back in the Day
- 2004: Breaking the Fifth
- 2005: How do you look to me
- 2005: Unscripted
- 2005: Der größte Magier der Welt (Now You See It…)
- 2005: Good Night, and Good Luck
- 2005: Rajapur
- 2006: 10.5 – Apokalypse (10.5: Apocalypse)
- 2006: Superman Returns
- 2006: Weites Wasser (The Water Is Wide)
- 2007: Starting Out in the Evening
- 2008: Despereaux – Der kleine Mäuseheld (The Tale of Despereaux)
- 2008: Frost/Nixon
- 2009: The Box – Du bist das Experiment (The Box)
- 2010: All Beauty Must Die (All Good Things)
- 2010: Wall Street: Geld schläft nicht (Wall Street: Money Never Sleeps)
- 2011: Unknown Identity (Unknown)
- 2012: Robot & Frank
- 2013: Muhammad Alis größter Kampf (Muhammad Ali's Greatest Fight)
- 2014: Grace of Monaco
- 2014: Muppets Most Wanted
- 2014: Draft Day
- 2014: Von 5 bis 7 – Eine etwas andere Liebesgeschichte (5 to 7)
- 2015: The Driftless Area – Nichts ist wie es scheint (The Driftless Area)
- 2015–2017: The Americans (Fernsehserie, 31 Folgen)
- 2016: Captain Fantastic – Einmal Wildnis und zurück (Captain Fantastic)
- 2016: Der lange Weg (All the Way)
- 2018–2020: Kidding (Fernsehserie, 17 Folgen)
- 2020: The Trial of the Chicago 7